# Domenico Rao
Domenico Rao (né le 11 juin 1977) est un athlète italien, spécialiste du 400 mètres.

## Biographie
Il remporte le titre du relais 4 × 400 m lors des Championnats d'Europe en salle 2009, à Turin, en compagnie de Jacopo Marin, Matteo Galvan et Claudio Licciardello. L'équipe d'Italie devance le Royaume-Uni et la Pologne.

### Palmarès
| Date | Compétition                    | Lieu  | Résultat | Épreuve   |
| ---- | ------------------------------ | ----- | -------- | --------- |
| 2009 | Championnats d'Europe en salle | Turin | 1er      | 4 × 400 m |

### Records
| Épreuve | Épreuve   | Performance | Lieu  | Date           |
| ------- | --------- | ----------- | ----- | -------------- |
| 400 m   | Plein air | 47 s 09     |       | 1998           |
| 400 m   | Salle     | 47 s 20     | Turin | 8 février 2003 |